# بوهوميل هرابال
بوهوميل هرابال (28 مارس 1914 - 3 فبراير 1997)، هو واحد من أهم الكتاب التشيك في القرن العشرين وأكثرهم ترجمة إلى لغات أخرى.

## حياته
وُلد بوهوميل هرابال في 28 مارس 1914 في مدينة برنو ابنا غير شرعي ل «ماري كيليانوفا» من ضابط في الجيش النمساوي يدعى «بوهوميل بليخا» لم يعترف بأبوته له، وسمي بعد ذلك على اسم زوج والدته «فرانتيشيك هرابال»، الذي كان مديرا لمصنع للجعة في بلدة نيمبورك.
درس في مدرسة نيمبورك الثانوية المحلية وتخرج منها في عام 1935. ثم واصل دراسته في كلية الحقوق بجامعة كارل في براغ، وبعد إغلاق إدارة الاحتلال الألماني للجامعات التشيكية، تخلى عن الدراسة واشتغل في عدد من المهن، فكان في فترة الحرب عاملا في السكك الحديدية، ثم عمل ممثلا لشركة تأمين ثم مندوب مبيعات متجول، ثم عاملا مياوما في مصانع كلادنو للحديد والصلب حيث تعرض لحادث عمل شديد، وعمل بعدها في التغليف الورقي في مصلحة لتكرير المواد الخام، ثم عمل في عام 1959 مساعد مصمم مسرحي في مسرح نيومان في براغ (المعروف اليوم باسم Pod Podovkou).
في عام 1956 تزوج من إليشكا التي تظهر في أعماله النثرية باسم "Pipsi".
نُشر كتابه الأول وهو عبارة من مجموعة من القصص القصيرة «Perličkana dně» في عام 1963 عن عمر يناهز 49 عامًا.
بعد غزو حلف وارسو لتشيكوسلوفاكيا في أغسطس 1968، منع هرابال من النشر. في عام 1970 ، كما حظر اثنان من كتبه بعد طباعتهما وقبيل التوزيع، وفي السنوات التالية نشرت له عدة أعمال في طبعات غير قانونية (سامزدات).
توفي هرابال في فبراير 1997 بعد سقوطه من نافذة في الطابق الخامس من مستشفى بولوفكا ‏ في براغ وهو يطعم الحمام. ويعتقد بوفاته منتحرا، فقد لوحظ أن حالات الانتحار يتكرر ذكرها في كتبه، وكذلك يذكر أنه قد قال في صبيحة يوم وفاته أنه تلقى «دعوة» في حلمه من شاعر ميت، مدفون في المقبرة المجاورة للمستشفى.
دفن في بجوار عائلته في مقبرة في هراديشتكو، ووفقا لرغبته دفن في تابوت من خشب البلوط يحمل علامة مصنع بولنا للجعة، وهون المكان الذي تعرفت فيه والدته إلى أبيه بالتبني.

## أعماله
كان العنصر المشترك الذي تميزت به أعماله الاستناد بشدة إلى تجارب الحياة الأصيلة، والتي حولها بمخيلة فنية رائعة وخيال إلى صورة شريرة مبالغة ومبالغ فيها وكوميديا، تميزت أحيانًا بالشك والفكاهة السوداء، وتتراوح فيه اللغة بين السوقية والتهذيب المفرط، والعامية والشاعرية.
حظيت أعماله أيضًا بشعبية كبيرة في الخارج، وترجمت إلى أكثر من 28 لغة.
من أهم أعماله:
- محادثات الناس، (1956- قصتان، تم نشرهما كملحق في مجلة بيبليوفيلا التشيكية).
- قطارات شاهدت عن كثب، 1965 - رواية تحكي عن الاحتلال، صورت كفيلم الذي صدر عام 1966 وحاز على جائزة أوسكار في عام 1967.[13]
- أنا خدمت ملك إنجلترا، (1971)، (وفي عام 1980 نشرت في الخارج، وفي عام 1982 نُشرت في قسم الجاز، رسمياً حتى 1989، تم تصويره كفيلم في عام 2006).
- البربري الطيف، (1981)، في بوهيميا وظلت تنُشرحتى عام 1991.
- عزلة صاخبة جدا، (1989)، (صنف نقاد عالميون هذا العمل ضمن أكثر الأعمال العشرون تميزًا في القرن العشرين)

*النثر:
في النصف الثاني من ثمانينيات القرن العشرين، تم إنشاء نثر هرابال كسيرة ذاتية.و منها:
- فيتا نوفا، (1986)، (قصة عن هربال نفسه وزوجته وأصدقائه من فترة حياته في براغ - وهي تحكي عن حياة هربال من خلال عيون زوجته إليشكا).
- برولوكي،(1987)، نُشرت في بوهيميا حتى عام 1991.
- حفلات الزفاف في المنزل، (1987) في بوهيميا حتى عام 1991 - نثر السيرة الذاتية

## ترجمات إلى العربية
- عزلة صاخبة جدا، رواية، ترجمة منير العليمي، دار المتوسط، إيطاليا، 2017[13]
- دروس في الرقص للمسنين، قصة، ترجمة خالد البلتاجي، مركز المحروسة للنشر، مصر، 2019[8]

## جوائز
- الجائزة الأدبية الإيطالية عن روايته «العزلة الصاخبة للغاية».
- جائرة مجرية عن كتابه «أنا خدمت كلك أنجلترا».
- في 30 أبريل 1968، حصل مع «جيزي منزل» على جائزة ولاية كليمنت جوتوالد عن عمله «القطارات التي تشاهد عن كثب».
- في 6 مايو 1989، حصل على لقب فنان مستحق.
- في 9 مايو 1996، تم تعيينه دكتورًا مع مرتبة الشرف في جامعة بادوا. وفي نفس العام فاز بميدالية الأستحقاق، وسلمها له «فاتسلاف هافل».

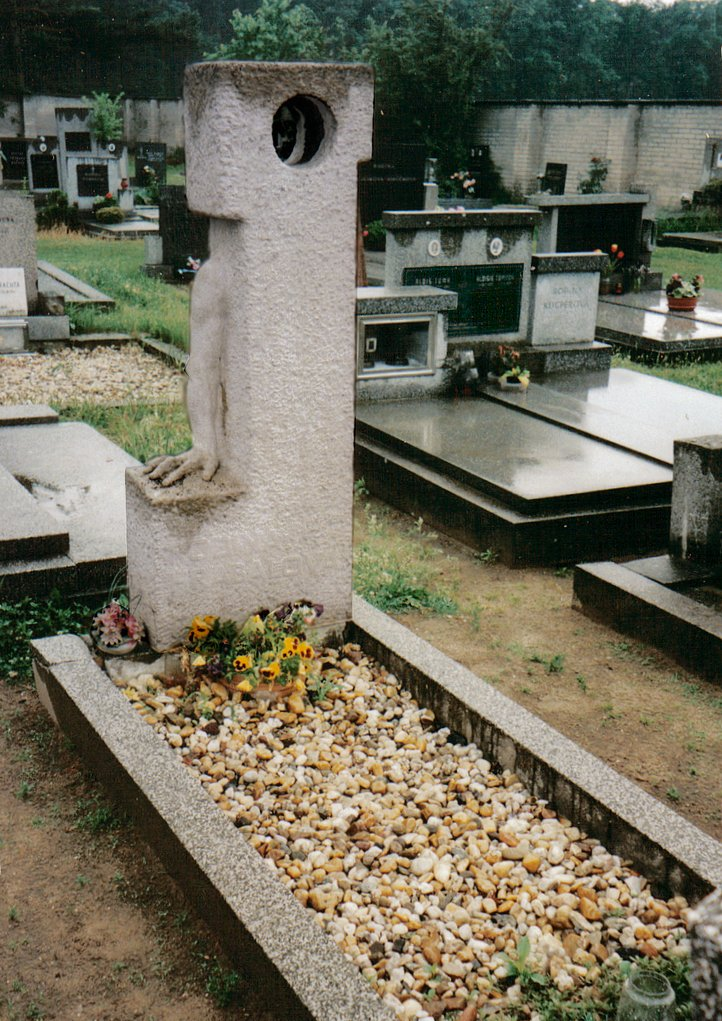
قبر هرابال

## وصلات خارجية
- Bohumil Hrabal - the Close Watcher of Trains, article on Hrabal by Mats Larsson (1997)
- "Bohumil Hrabal", a literary biography in London Review of Books by James Wood (2001)
- Hrabal and Prague
- بوهوميل هرابال على موقع IMDb (الإنجليزية)
- بوهوميل هرابال على موقع الموسوعة البريطانية (الإنجليزية)
- بوهوميل هرابال على موقع مونزينجر (الألمانية)
- بوهوميل هرابال على موقع ألو سيني (الفرنسية)
- بوهوميل هرابال على موقع أول موفي (الإنجليزية)
- بوهوميل هرابال على موقع قاعدة بيانات الأفلام السويدية (السويدية)
- بوهوميل هرابال على موقع إن إن دي بي (الإنجليزية)
- بوهوميل هرابال على موقع قاعدة بيانات الفيلم (الإنجليزية)
- بوهوميل هرابال على موقع كينوبويسك (الروسية)
- Bohumil Hrabal at Czechoslovak book network Baila.net نسخة محفوظة 28 ديسمبر 2012 على موقع واي باك مشين.